# Paradelphomyia (Oxyrhiza) maddocki
Paradelphomyia (Oxyrhiza) maddocki is een tweevleugelige uit de familie steltmuggen (Limoniidae). De soort komt voor in het Nearctisch gebied.